# Данилове
Дани́лове — селище Вуглегірської міської громади Горлівського району Донецької області, Україна.

## Населення
За даними перепису 2001 року населення селища становило 12 осіб, із них 16,67 % зазначили рідною мову українську, 83,33 % — російську.